# Пономарёвка (Ростовская область)
Пономарёвка — село в Боковском районе Ростовской области.
Входит в состав Земцовского сельского поселения.

## География

### Улицы
- ул. Заречная,
- ул. Садовая,
- ул. Школьная.

## Население
| 1989 | 2002 | 2010 |
| ---- | ---- | ---- |
| 322  | ↗342 | ↘292 |